# Playa de Santa Justa
La playa de Santa Justa está situada cerca de la localidad de Ubiarco, en el municipio de Santillana del Mar, en la Comunidad Autónoma de Cantabria (España). La arena, fina, ocupa cerca de 100 metros de ancho, con una media de 50 de ancho, al costado de ésta bajo un puente de madera, desemboca el Arroyo Rabió.
En sus acantilados está la ermita de Santa Justa, con dos únicas paredes construidas, pues se encuentra empotrada en la roca del acantilado, que forma de manera natural las otras dos. 
Se sitúa bajo un anticlinal único de enormes dimensiones, en forma de cueva y sito en la costa, es un lugar  de gran interés geomorfológico.
Sobre éste, en la antigua 'Mota Justa', se encuentran las ruinas de la torre de San Telmo.
También existió en la entrada de la playa un pequeño bloque de edificios compuesto por unos apartamentos y una vivienda unifamiliar.
Ésta, era conocida como la Casa del Crimen, por un cruento asesinato ocurrido el 25 de marzo de 1953, el llamado 'Crimen de Ubiarco'.
Forma parte de las historias más sonadas de la crónica negra de Cantabria, formando parte del primer libro de una trilogía de gran fama nacional, Puerto Escondido, de la autora María Oruña.
La antigua casa, a su vez, se encontraba adherida por una pasarela a un pequeño complejo hotelero utilizado como posada, los restos del complejo y la vivienda,  fueron derribados para la construcción de los miradores actuales y del puente del arroyo, respectivamente, en el año 2006.